# Rynkjordrök
Rynkjordrök (Fumaria barnolae) är en vallmoväxtart som beskrevs av fader Sennen och Carlos Pau. Enligt Catalogue of Life ingår Rynkjordrök i släktet jordrökar och familjen vallmoväxter, men enligt Dyntaxa är tillhörigheten istället släktet jordrökar och familjen vallmoväxter. Arten förekommer tillfälligt i Sverige, men reproducerar sig inte.

## Underarter
Arten delas in i följande underarter:
- F. b. algerica
- F. b. barnolae